# Ramona Bădescu
Ramona Bădescu (ur. 1980 w Rumunii) – francuska autorka książek dla dzieci.
W Polsce jej książki publikuje Wydawnictwo Zakamarki.
| L.p. | Tytuł polski                              | Tytuł oryginalny                         | Ilustracje     | Tłumaczenie       | Rok pierwszego wydania | Rok pierwszego wydania w Polsce i ISBN |
| ---- | ----------------------------------------- | ---------------------------------------- | -------------- | ----------------- | ---------------------- | -------------------------------------- |
| 1    | Pomelo ma się dobrze pod swoim dmuchawcem | Pomelo est bien sous son pissenlit       | Benjamin Chaud | Katarzyna Skalska | 2002                   | 2012                                   |
| 2    | Pomelo jest zakochany                     | Pomelo est amoureux                      | Benjamin Chaud | Katarzyna Skalska | 2003                   | 2012                                   |
| 3    | Pomelo śni                                | Pomelo rêve                              | Benjamin Chaud | Katarzyna Skalska | 2004                   | 2013                                   |
| 4    | Pomelo się zastanawia                     | Pomelo se demande                        | Benjamin Chaud | Katarzyna Skalska | 2006                   | 2014                                   |
| 5    | Pomelo wyrusza za mur ogrodu              | Pomelo s'en va de l'autre côté du jardin | Benjamin Chaud | Katarzyna Skalska | 2007                   | 2015                                   |
| 6    | Pomelo podróżuje                          | Pomelo voyage                            | Benjamin Chaud | Katarzyna Skalska | 2009                   | 2016                                   |
| 7    | Pomelo rośnie                             | Pomelo grandit                           | Benjamin Chaud | Katarzyna Skalska | 2010                   | 2018                                   |
| 8    | Pomelo i przeciwieństwa                   | Pomelo est les contraires                | Benjamin Chaud | Katarzyna Skalska | 2011                   | 2013; ISBN 978-83-7776-021-5           |
| 9    | Pomelo i kolory                           | Pomelo et les couleurs                   | Benjamin Chaud | Katarzyna Skalska | 2011                   | 2014; ISBN 978-83-7776-060-4           |
| 10   | Pomelo i kształty                         | Pomelo et les formes                     | Benjamin Chaud | Katarzyna Skalska | 2013                   | 2015; ISBN 978-83-7776-104-5           |
| 11   | Pomelo i wielka przygoda                  | Pomelo et la grande aventure             | Benjamin Chaud | Katarzyna Skalska | 2012                   | 2021; ISBN 978-83-7776-221-9           |
| 12   | Pomelo i niezwykły skarb                  | Pomelo et l’incroyable trésor            | Benjamin Chaud | Katarzyna Skalska | 2015                   | 2024; ISBN 978-83-7776-254-7           |